# Бичинико
Бичинѝко (на италиански: Bicinicco; на фриулски: Bicininis, Бичининис) е село и община в Северна Италия, провинция Удине, автономен регион Фриули-Венеция Джулия. Разположено е на 37 m надморска височина. Населението на общината е 1930 души (към 2010 г.).